# Тарас на Парнасе
«Тарас на Парнасе» (бел. Тарас на Парнасе; в ранней рукописи заголовок, возможно, авторский — Узлезшы на Парнас, што відзеў там Тарас, в списках и публикациях есть и другие варианты названия) — сатирическая бурлескная поэма Константина Вереницына (как предполагает ряд исследователей, при участии Э. Ф. Вуля), классическое произведение белорусской литературы.

## Содержание
Полесовщик (лесник) Тарас, живший «ля лазнi» (около бани), во время охоты на птицу проваливается в нору и попадает в потусторонний мир, где дорога ведёт на Парнас. По пути на Парнас и на самой горе он встречается с античными богами, в традиции ироикомической поэмы юмористически представленными в белорусском крестьянском антураже, а также видит толпу писателей, забирающихся со своими трудами на гору. Среди них Пушкин, Гоголь, Лермонтов и Жуковский; на Парнас также лезут сатирически обрисованные (но не названные по именам) Фаддей Булгарин, Николай Греч и Владимир Соллогуб. Понаблюдав за сопровождающимся дракой и танцами пиршеством богов в «панскай хаце», Тарас сообщает небожителям о желании вернуться домой; те угощают его и по воздуху переносят обратно на то место, где он охотился. Поэма написана четырёхстопным ямбом с отличающими её от русского стиха переакцентуациями и элизиями на стыке слов. Её язык — живой витебский диалект того времени.

## Возникновение и распространение текста

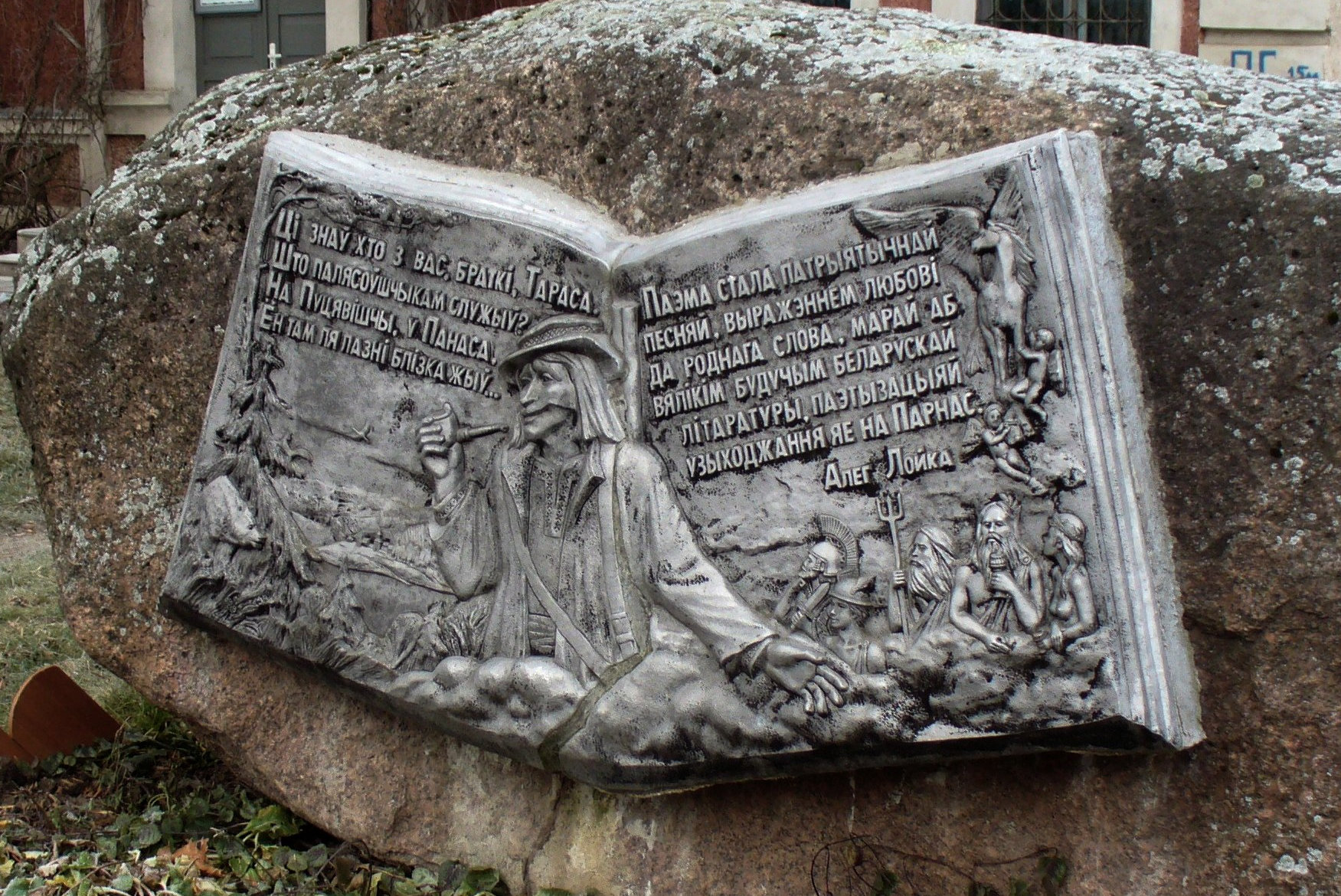
Памятник поэме в Городке

Список из архива литератора А. Рыпинского, введённый в поле зрения науки в 1920-1930-е годы и заново открытый в 1970-1980-е, был датирован «15 апреля 1855 г., Городок» и подписан именем Вереницына. Более вероятно, что это дата и место создания, а не переписки текста, а Вереницын — автор, а не переписчик (так считал и владелец списка Рыпинский). В пользу этого говорит соответствие фактов биографии Вереницына предполагаемому облику автора «Тараса», середина 1850-х как наиболее вероятное время создания «Тараса на Парнасе» по содержанию, а также хранившийся у Рыпинского список другой поэмы «Два дьявола», тоже подписанный Вереницыным и помеченный «Москва». Тексты «Тараса на Парнасе» и «Двух дьяволов» схожи по языку, стиху, отдельным выражениям.
Быстро отошедший от литературы Вереницын не принимал дальнейшего участия в судьбе своего детища. Весьма мало известно о распространении «Тараса на Парнасе» до конца 1880-х. В частности, собственноручный список этой поэмы был сделан крупнейшим белорусским поэтом этого времени Дуниным-Марцинкевичем, который умер в 1884 г., а кроме того, список белорусской латиницей, весьма близкий к тексту списков Рыпинского, примерно в 1870-е годы появился в Польше и дальше хранился во Франции (так называемый «краковский список»).
16 мая 1889 г. «Тарас на Парнасе» был впервые опубликован (анонимно, при жизни автора, но без его участия) в «Минском листке» и на протяжении 1890-х-1910-х годов переиздавался неоднократно, в периодике и отдельно, под разными названиями, и активно распространялся в списках. Этнограф Евдоким Романов, который подготовил одно из первых изданий, утверждал в 1896 году, что Тараса «во всякой хате найти можно».

## История текста
Как в дореволюционное, так и в советское время «Тарас на Парнасе» при публикации различным образом «поправлялся» и редактировался с точки зрения размера и языка, причём терялись поэтические и диалектные особенности оригинала. С нарушением рифмы из поэмы было изъято слово жыд, дважды встречающееся в оригинале. Очень рано выпали две строфы, присутствующие в старейших списках (Рыпинского и краковском), в том числе строфа про Соллогуба. В одной из редакций, вышедшей из среды польско-белорусской интеллигенции, пантеон «положительных» литераторов в «Тарасе» сделан поровну русским и польским (вместо Лермонтова и Жуковского в тексте выступают Адам Мицкевич и Ян Кохановский).
В то же время продолжалось и фольклорное (устное и в списках) бытование юмористической поэмы, причём в этих версиях сохранялись многие особенности оригинала, «подравниваемые» в публикациях под литературный белорусский язык и восстановленные в новейших изданиях. В 1950-е годы появилась мистификация братьев Шевцовых, согласно которой «Тарас» и «Энеида навыворот» якобы созданы беглым декабристом, будто бы жившим на Могилёвщине под именем Ефима Крупеньки и приходившимся им предком; легенда включала в себя также некоторые апокрифические вставки в текст поэмы, придававшие революционное звучание и локализовавшие её на Могилёвщине.

## Поиск авторства
На рубеже XIX и XX веков «Тарас» приписывался различным белорусским писателям XIX века, прежде всего Викентию Дунину-Марцинкевичу, в архиве которого имелся собственноручный список «Тараса» (работа М. В. Довнар-Запольского 1896 г. так и называлась «В. И. Дунин-Марцинкевич и его поэма „Тарас на Парнасе“») и Артёму Вериге-Даревскому. В XX веке возобладал взгляд на поэму как на анонимную; авторитетное предание связывало появление поэмы со средой студентов Горыгорецкого земледельческого института в Горках Могилёвской губернии (переведённого после восстания 1863 г. в Петербург).
В 1973 году Геннадий Васильевич Киселёв, сопоставив публикацию белорусского литературоведа-эмигранта Антона Адамовича, в молодости видевшего так называемый «список А. Рыпинского», с обнаруженными им самим архивными сведениями, атрибутировал «Тараса на Парнасе», склоняясь в пользу авторства К. В. Вереницына. В дальнейшем эта точка зрения получила поддержку научного сообщества. Высказывалась также гипотеза, которую допускал и Г. В. Киселёв, о причастности к созданию поэмы одноклассника Вереницына Элигия Вуля (Карафа-Корбута), польского и белорусского поэта, после восстания 1863 года сосланного в Сибирь.

## В культуре
Высокая оценка «Тараса» принадлежит М. А. Богдановичу, который датировал его 1840-ми годами: «Остроумная шуточная поэма… написанная бойко, хорошей белорусской речью и безукоризненным стихом, она впоследствии получила широкую популярность и переиздавалась десятка полтора раз». В том же году в статье «Булгарин в белорусской шуточной поэме» Богданович так писал об её авторстве: «Кто был автором цитируемой поэмы — неизвестно. Но, конечно, это человек русской культуры. Речь его не чужда великоруссизмов, стих (очень редкий в белорусской поэзии четырехстопный ямб) — прямое наследие пушкинской эпохи. Человек этот сроднился с русской литературой, умел её понимать и ценить. Последнее видно хотя бы из имен писателей, которым он отвел первое место на Парнасе. И только близость к русской литературе, только понимание, кто у неё сын, а кто подкидыш, и понимание притом не равнодушное, не безразличное,— только это могло побудить автора невинной стихотворной шутки сделать экскурс в сторону Булгарина и Греча. Значение и острота нанесенного им удара явно не велики. Однако бесспорный интерес имеет самый факт наличности таких выпадов даже в скромной белорусской литературе».
«Тарас на Парнасе» входит во все программы изучения белорусской литературы, переводился на многие языки, иллюстрировался и инсценировался.

## Издания
К. Вераніцын. Тарас на Парнасе. Паэмы (рэд. Ю. Пацюпы). Мн.: Мастацкая літаратура, 2009 (библиография основных изданий и история текста).